# Henri Babinski
Henri Joseph Séverin Babinski (pseudonim Ali-Bab, ur. 2 listopada 1855 w Paryżu, zm. 20 sierpnia 1931 tamże) – francuski inżynier górnik i autor książek kucharskich polskiego pochodzenia. Syn Aleksandra Babińskiego, brat neurologa Józefa Babińskiego.
Ukończył w Paryżu Szkołę Polską na Batignolles i Szkołę Górniczą (Ècole des Mines). Początkowo prowadził badania geologiczne we Francji i północnych Włoszech, po czym został wysłany przez rząd francuski do Gujany celem zbadania tamtejszych złóż złota. Rezultatem pobytu w Gujanie były dwie prace: Quelques mots sur le gisement aurifère de la Guyane française (Paris 1888) i Notes sur les concessions réunies d’Adieu-Vat et de Bonne-Aventure, appartenant à la Société Anonyme des gisements d’or de Saint-Élié (Guyane française) (Paris 1890).
Babiński prowadził badania geologiczne również i w innych krajach Ameryki Południowej. W 1893 odkrył i opisał duże pokłady węgla kamiennego w Chile, na terytorium Ziemi Ognistej, a następnie prowadził podobne poszukiwania w Brazylii, których rezultatem było sprawozdanie pt. „Rapport sur une visite aux Lavras diamantinas, gisements de diamant et de charbon de Lençois, Palmeiras, Chique-Cinque et Mar d’Hespanha, Etat de Bahia (Brésil) (Paris 1897).
W późniejszych latach Babiński zaczął interesować się nieoczekiwanie sztuką kulinarną. Opublikował pod pseudonimem Ali-Bab obszerne, liczące 1281 stron, dzieło gastronomiczne, które przyniosło mu we Francji wielką popularność.

## Dzieła
- Gastronomie pratique, études culinaires, suivies du traitement de l’obésité des gourmands. Flammarion, Paris 1907
  - Gastronomie pratique: Une bible gourmande en 5000 recettes. Flammarion, Paris 1993, ISBN 2-08-200728-6.